# Lee Keun-ho
Lee Keun-ho (이근호?, 李根鎬?; Incheon, 11 aprile 1985) è un ex calciatore sudcoreano, di ruolo attaccante o ala.

## Biografia
Lee è nato a Incheon, in Corea del Sud. È molto conosciuto per la sua amicizia con Ha Dae-sung. Avendo giocato insieme alle scuole elementari, medie e superiori, hanno anche giocato insieme al Daegu FC. Suo fratello maggiore Lee Won-ho allena una squadra locale a Incheon.
Lee è il presidente inaugurale della FIFPro Corea, l'associazione ufficiale dei giocatori di calcio della Corea del Sud, dal momento in cui ha ottenuto lo status di Membro Candidato.
Ha supportato un ex calciatore che ha subito un attacco di cuore durante una partita nel 2011.
Nel 2015 è stato nominato ambasciatore promozionale della Fondazione Purme, che aiuta i bambini disabili nel loro percorso di riabilitazione e ha sede a Gangneung. Durante il suo incarico presso l'associazione, ha organizzato diverse partite di calcio e cliniche di beneficenza per aiutare i pazienti bambini fornendo loro borse di studio e attrezzature adeguate. Nel 2017 ha anche donato la somma di ₩100 milioni (circa $90,200) alla fondazione.
In seguito all'incendio boschivo che ha causato gravi danni in tutta la Provincia di Gangwon nel 2019, Lee ha offerto un sostegno finanziario per contribuire al processo di recupero e ricostruzione. Ha inoltre effettuato donazioni ai servizi sanitari locali per aiutare nella lotta alla pandemia di COVID-19.
Grazie alla sua leadership sia dentro che fuori dal campo da gioco e alle sue attività benefiche, Lee è stato nominato per i Merit Awards FIFPro 2020, tre premi speciali assegnati ai calciatori che si sono distinti maggiormente per il loro impatto al di fuori del campo da gioco e il loro attivismo.

## Carriera

### Club
Ha iniziato la carriera nell'Incheon Utd, squadra della sua città, nel 2004, venendo impiegato per lo più nella squadra riserve. Nel 2006 viene nominato Calciatore dell'anno del campionato Riserve sudcoreano. All'inizio del 2007 viene ingaggiato dal Daegu, con cui segna 8 e 11 gol in due stagioni. Nell'aprile del 2009 firma per il Júbilo Iwata, squadra giapponese, con cui sigla 13 gol in J. League. Nel giugno 2010 lascia il club e firma per il Gamba Osaka, in Giappone: segna 19 reti in due campionati.
Nel gennaio 2012 si trasferisce all'Ulsan HD con contratto triennale. Vince da protagonista l'AFC Champions League 2012, venendo nominato migliore calciatore della manifestazione, e di lì a poco ottiene anche il premio di Calciatore asiatico dell'anno. Nel gennaio 2013 passa in prestito allo Sangju Sangmu al fine di conciliare l'attività calcistica con il servizio militare, obbligatorio secondo la legge sudcoreana.
Passato nel 2014 ai qatarioti dell'Al-Jaish, nel 2015 torna in patria, in prestito allo Jeonbuk Hyundai. Nel 2016 milita nello Jeju SK e dal 2017 al 2018 nel Gangwon. Firma poi per l'Ulsan HD, facendovi ritorno dopo oltre cinque anni. Nel 2020 vince con il club di Ulsan l'AFC Champions League nelle vesti di capitano della squadra.

### Nazionale
Con la nazionale Under-20 sudcoreana partecipa al Mondiale di categoria del 2005, dove gioca solo una partita della fase a gironi. Partecipa con la nazionale olimpica sudcoreana alle qualificazioni alle Olimpiadi del 2008.
Il 29 giugno 2007 esordisce con la nazionale maggiore, andando in gol nella sfida amichevole contro l'Iraq, in cui entra in campo nella ripresa. Viene convocato per la Coppa d'Asia 2007, giocata nel mese di luglio. Il 15 ottobre 2008 realizza la prima doppietta in nazionale, in una partita di qualificazione al campionato del mondo 2010 contro gli Emirati Arabi Uniti. Il 19 novembre seguente decide con un gol la partita vinta in casa dell'Arabia Saudita, che pone fine a diciannove anni di sconfitte dei sudcoreani contro i sauditi. Malgrado venga impiegato con regolarità durante le eliminatorie del campionato del mondo 2010, non viene selezionato tra i componenti della rosa che disputa la fase finale del torneo in Sudafrica.
Dopo avere segnato 3 reti nelle eliminatorie, viene convocato per la fase finale del campionato del mondo 2014. Va a segno nella seconda partita della fase a gironi, pareggiata per 1-1 contro la Russia, e fornisce un assist nella terza sfida, contro l'Algeria.

## Palmarès

### Club

#### Competizioni nazionali
- Campionato sudcoreano di seconda divisione: 1

Sangju Sangmu: 2013
- Campionato sudcoreano: 1

Jeonbuk Hyundai Motors: 2015
- Coppa J. League: 1

Júbilo Iwata: 2010

#### Competizioni internazionali
- AFC Champions League: 2

Ulsan Hyundai: 2012, 2020
- Coppa dell'Asia orientale: 2

Corea del Sud: 2008, 2017

### Individuale
- Miglior giocatore dell'AFC Champions League: 1

2012
- Calciatore asiatico dell'anno: 1

2012